# Todos os Caetanos do Mundo
Todos os Caetanos do Mundo é uma banda de MPB, samba e bossa nova do Brasil formada em 2009 em Belo Horizonte, Minas Gerais. A banda é composta por quatro membros: Júlia Branco (vocal), Thiago Braga (baixo), Luiz Rocha (voz e guitarra) e Adriano Goyatá (bateria). A banda começou como um projeto idealizado por Julia Branco e Luiz Rocha em 2009. O ponto de partida foi a obra e influência artística de Caetano Veloso e o trabalho surgiu com o objetivo de fazer releituras de diversas músicas de Caetano Veloso e de canções de compositores que, de alguma forma, fossem influências e influenciados pelo músico baiano, como Roberto Carlos, Erasmo Carlos, Michael Jackson, Arnaldo Antunes, Serge Gainsbourg, etc. 
Desde 2009, a banda tem feito shows por diversos lugares no Brasil. Em Belo Horizonte, fizeram shows em Nelson Bordello, Casa Una, Teatro Espanca!, Espaço Fluxo, Sesc Palladium, Sesc JK, Casa de Shows Granfinos, FIT BH 2012, Noite Branca, Verão Arte Contemporânea 2013, dentre outros. Participaram de uma série de eventos em homenagem aos 70 anos de Caetano Veloso, em 2012, e de 4 edições da Festa Odara (festa do produtor paulista Rodrigo Faria), tendo realizado shows ao lado de Péricles Cavalcanti, Léo Cavalcanti, Banda Do Amor e Pedro Sá, guitarrista e produtor musical dos 3 últimos discos de Caetano Veloso. 
Lançaram, em agosto, o primeiro videoclipe (música Là-bas), com direção do cineasta Davit Giménez.
A banda está em contato com Chico Neves para produzir o primeiro disco de composições autorais. Chico, produziu discos importantes como "O dia que faremos contato", do Lenine, "Sim e Não", do Nando Reis, "Saiba", do Arnaldo Antunes, "Bloco do Eu Sozinho", do Los Hermanos", entre outros.